# Tricholathys cascadea
Tricholathys cascadea là một loài nhện trong họ Dictynidae.
Loài này thuộc chi Tricholathys. Tricholathys cascadea được Ralph Vary Chamberlin & Willis J. Gertsch miêu tả năm 1958.